# Antonio Martorell Lacave
Antonio Martorell Lacave (Bilbao, 22 de agosto de 1960-Madrid, 31 de marzo de 2023) fue un almirante general español, jefe de Estado Mayor de la Armada (AJEMA) desde febrero de 2021 hasta su fallecimiento. Entre sus empleos anteriores, destaca el de almirante de la Flota (ALFLOT), que desempeñó entre 2020 y 2021.

## Biografía
Martorell nació en la ciudad de Bilbao en 1960. Ingresó en la Escuela Naval Militar en 1979 y se graduó en 1984 con el empleo de alférez de navío. Además, está diplomado en Estado Mayor siendo especialista en armas submarinas y ha realizado diversos cursos como el curso PCSD de Alto Nivel de la Escuela Europea de Seguridad y Defensa, el NATO Senior Officer Police Course, o el de Táctica Avanzada y la aptitud de Comunicaciones.
Durante toda su carrera militar, ha sido comandante de diferentes buques de la Armada, tales como el dragaminas Miño, el cazaminas Turia o el buque Castilla. Aunque no como comandante, también ha estado destinado en la División de Ejercicios del Mando Aliado de Fuerzas Conjuntas de Nápoles de la OTAN.
Además de su trayectoria marítima, también ha estado destinado en tierra. Ha sido jefe del Taller de Torpedos del Arsenal de Cartagena, jefe del Área de Unión Europea de la Dirección General de Política de Defensa, jefe de la División de Logística de la Armada y comandante del Grupo de Acción Naval 2. También ha sido profesor en la Escuela Superior de las Fuerzas Armadas.
En el año 2014 ascendió al empleo de contraalmirante y tres años más tarde al de vicealmirante. Como vicealmirante, en junio de 2017 fue nombrado almirante de Acción Naval, y en noviembre de ese año fue nombrado comandante operativo del Cuartel General Operacional de la Unión Europea (ES EU OHQ) en la Base Naval de Rota. Entre marzo y octubre de 2019 fue comandante de la Operación Atalanta de la Unión Europea, y entre octubre de 2019 y mayo de 2020 fue comandante del Cuartel General Marítimo de Alta Disponibilidad.
En mayo de 2020, el Consejo de Ministros le ascendió al empleo de almirante y le nombró almirante de la Flota (ALFLOT) tras el pase a la reserva del almirante Manuel Garat Caramé. En febrero de 2021, fue ascendido a almirante general y asumió la Jefatura del Estado Mayor de la Armada.
Falleció el 31 de marzo de 2023 a los 62 años de edad en un hospital madrileño, donde se encontraba ingresado para recibir tratamiento contra un cáncer.

## Condecoraciones
- Gran Cruz al Mérito Naval distintivo rojo[8]
- Gran Cruz de la Real y Militar Orden de San Hermenegildo.[13]
- Cruz al Mérito Naval distintivo blanco 4 veces.[14]
- Cruz al Mérito Militar distintivo blanco 7 veces.
- Placa de la Real y Militar Orden de San Hermenegildo.
- Encomienda de la Real y Militar Orden de San Hermenegildo.
- Cruz de la Real y Militar Orden de San Hermenegildo.
- Medalla de la OTAN Artículo 5 Operación "Active Endeavour".
- Medalla de la Campaña de Liberación de Kuwait.

Distintivos
- Distintivo de Diplomado en Estado Mayor, Escuela de Guerra Naval  (España).
- Distintivo de Función del Estado Mayor de la Defensa (España).

| Predecesor: Teodoro Esteban López Calderón Fausto Escrigas Rodríguez (interino) | Jefe de Estado Mayor de la Armada 10 de febrero de 2021 - 31 de marzo de 2023 | Sucesor: Antonio Piñeiro Carlos Martínez-Merello (interino) |
| Predecesor: Manuel Garat Caramé                                                 | Almirante de la Flota 20 de mayo de 2020 - 10 de febrero de 2021              | Sucesor: Antonio Planells Palau (Interino)                  |